# August Frederick Foerste
August Frederick Foerste (* 7. Mai 1862 in Dayton (Ohio); † 23. April 1936 ebenda) war ein US-amerikanischer Paläontologe und Geologe.
Foerste war nach dem High-School-Abschluss in Dayton 1880 drei Jahre Lehrer auf einer Dorfschule in Ohio, bevor er sein Studium an der Denison University aufnahm (Bachelor-Abschluss 1887). Schon damals befasste er sich mit Paläontologie und arbeitete und sammelte mit dem dortigen Professor C. L. Herrick. Danach ging er an die Harvard University, an der er Physische Geographie bei William Morris Davis studierte und Petrographie bei J. E. Wolff. 1888 erhielt er dort seinen Master-Abschluss und 1890 wurde er promoviert mit einer Dissertation in Petrographie. Während dieser Zeit arbeitete er auch in Teilzeit beim US Geological Survey als Assistent von Nathaniel Shaler und Raphael Pumpelly. Als Post-Doktorand war er zum Auslandsstudium in Heidelberg und Paris (Collège de France). Eine Anstellung beim Geological Survey zerschlug sich, da dort die Stellen reduziert wurden, und er wurde 1893 High-School-Lehrer in Dayton. 1932 ging er in den Ruhestand. Angebote an Universitäten und Colleges zu lehren lehnte er ab, da er so seiner Meinung nach mehr Zeit für Forschung hatte. Im Sommer arbeitete er zeitweise für die Geological Surveys von Indiana, Ohio und Kentucky und den Geological Survey of Canada. Ab 1920 verbrachte er die Sommer meist mit Forschung am National Museum of Natural History in Washington D.C., wohin er nach der Pensionierung ganz zog. Er war nie verheiratet.
Er sammelte schon als Schüler Pflanzen und dann Fossilien (besonders aus dem Silur der Clinton-Formation in Ohio). Seine Arbeiten erschienen meist in dem 1885 gegründeten Bulletin of the Scientific Laboratories of Denison University. Er hatte auch Kontakte zu Edward Oscar Ulrich und Alpheus Hyatt (in Harvard). Von Bedeutung war seine Revision hunderte Arten zuvor unzureichend beschriebener Wirbellosen-Fossilien und er befasste sich mit der Systematik von Kopffüßern des Silur und Ordoviziums.
1928 war er Präsident der Paleontological Society, die er mit gründete. Er war Mitglied der American Association for the Advancement of Science, der Ohio Academy of Sciences (und 1931 deren Präsident) und der Washington Academy of Sciences.